# أوتيس روبرتس
أوتيس روبرتس (17 أغسطس 1968 في المملكة المتحدة - ) هو وكيل رياضي ولاعب كرة قدم غرينادا في مركز الوسط. شارك مع منتخب غرينادا لكرة القدم. أما مع النوادي، فقد لعب مع كريستال بالاس ونادي بارنت ونادي سون هي ونادي غينت ونادي إيسترن سبورتس وHendon F.C. ‏ وHarrow Borough F.C. ‏.

## وصلات خارجية
- أوتيس روبرتس على موقع الاتحاد الدولي (مؤرشف)  (الإنجليزية)
- أوتيس روبرتس على موقع قاعدة بيانات كرة القدم.إي يو (الإنجليزية)
- أوتيس روبرتس على موقع ناشيونال فوتبول تيمز (الإنجليزية)